# باغ خواص
باغ خواص روستایی از توابع بخش مرکزی شهرستان ورامین در استان تهران ایران است. جمعیت این روستا بر پایهٔ سرشماری مرکز آمار ایران در سال ۱۳۸۵، ۲٬۵۸۲ نفر در ۶۲۷ خانوار بوده‌است.